# 매천로 (대구)
매천로(Maecheon-ro)는 대구광역시 북구에서 북구 태전동 태전고가교 교차로를 잇는 대구광역시의 도로이다.

## 주요 경유지
대구광역시
- 북구 (관문동 - 태전동)

## 노선
| 이름                                  | 접속 노선                      | 소재지     | 소재지 | 비고 |
| ------------------------------------- | ------------------------------ | ---------- | ------ | ---- |
| (이름없음)                            | 도시고속화도로 (신천대로)      | 대구광역시 | 서구   |      |
| 매천대교                              |                                | 대구광역시 | 북구   |      |
| 장태실네거리                          | 대구광역시도 제72호선 (사수로) | 대구광역시 | 북구   |      |
| 매천시장지하차도 (지하차도 내 네거리) | 매천로17번길 매천로18번길      | 대구광역시 | 북구   |      |
| 매천삼거리                            | 매전로                         | 대구광역시 | 북구   |      |
| 매천초등학교교차로                    | 대구광역시도 제45호선 (학정로) | 대구광역시 | 북구   |      |
| 태전육교                              |                                | 대구광역시 | 북구   |      |
| 태전고가교 교차로                     | 국도 제5호선 (태전로)          | 대구광역시 | 북구   |      |
| 관음로 와 직결                        |                                |            |        |      |

## 주요 건물 및 시설
- GS25 대구매천로점 (대구광역시 북구 매천로 119)
- SK에너지 칠곡매천주유소 (대구광역시 북구 매천로 149)
- GS칼텍스 매천지에스주유소 (대구광역시 북구 매천로 159)
- 대구매천초등학교 (대구광역시 북구 매천로 179)
- S-OIL 덕영주유소 (대구광역시 북구 매천로 290)
- 현대오일뱅크 칠곡IC주유소 (대구광역시 북구 매천로 307)